# 巴扬号装甲巡洋舰 (1900年)
巴扬号装甲巡洋舰（Баян）是俄羅斯帝國海軍建造的巴扬级装甲巡洋舰首舰。由于俄罗斯帝国缺乏相关的建造能力，本舰由俄国向法国订购并由法国公司进行建造。巴扬号建成后即编入俄国太平洋舰队，并驻扎在旅顺港（俄方称为“亚瑟港”）。日俄战争爆发时，巴扬号在日军的夜袭中遭到一定损伤；其后巴扬号主要为出港巡逻的俄国驱逐舰提供支援。1904年7月，巴扬号触雷重创，其后困在港内，后在旅順會戰中被日本陆军的重炮击伤坐沉。
日俄战争结束后，日本方面将巴扬号打捞起来进行修理，并重新命名为阿苏号装甲巡洋舰（阿蘇）。其在日本海军中的正式分类依然是一等巡洋舰（装甲巡洋舰），主要用作训练舰，1917年改装为布雷舰。1930年，已经相当老旧的阿苏号退役，并最终作为靶舰被击沉。
俄国方面，原本的舰名“巴扬”来源于一部俄罗斯史诗中提及的一名吟游诗人博扬。在损失了本舰后，俄国方面将同级的3号舰再次命名为“巴扬”。
日本方面，在获得这艘军舰后所起的新名字“阿苏”乃来源于九州的阿蘇山；除了“阿苏”一名外，原本的候选名字还有“熊野”和“生野”。
日本海军中下一艘继承了“阿苏”一名的军舰是阿蘇號航空母艦，不过尚未完全建成即中止了建造。

## 建造背景及概述
以巴扬号为首的巴扬级装甲巡洋舰与俄国海军此前的装甲巡洋舰在设计理念上都有着相当的不同，其主要任务是为舰队主力进行前出侦察。舰上共安装有26座贝尔维尔式燃煤水管锅炉，两座直立型三段膨胀复合式蒸汽引擎可以为全舰提供1万6500匹马力的推进动力，使得巴扬号可以获得21节的额定最高航速。本舰在海试时最高产生过1万7400匹马力，实际最高航速20.9节。本舰在10节航速下续航距离为3,900海里（7,200），比起其同时代的日本对手，航程显得相对不足。
巴扬号的主要武器为两门分别安设于舰艏以及舰艉的45倍径8英寸（200）火炮，每门主炮都单独安装在一座位于上层甲板的炮塔内。舰上的8门6英寸（150）单装副炮则分散布置在舰体两侧的炮郭内。舰上另有20门50倍径75毫米火炮充当反鱼雷艇火力，其中8门安置在舰体两侧以及上层甲板的炮郭内；剩下的12门则安装在6英寸炮用转座上，只配备有炮盾作为防护。此外舰上的轻火力还包括8门哈奇开斯47毫米炮和2门哈奇开斯37毫米炮。本舰的鱼雷火力相对薄弱，只有2具鱼雷发射管，每侧各1具。
巴扬号的防护采用了哈威式表面渗碳装甲，其水线装甲带装甲厚度达到200毫米，而在艏艉则减少到100毫米；上层装甲列板和炮郭的装甲厚度为60毫米。至于甲板的防护，在中部炮组附近为50毫米，而其他地方则是一层30毫米装甲叠加两层10毫米装甲板。炮座是170毫米；司令塔侧装甲则是160毫米。

## 舰历

### 俄国海军服役期间
1898年5月，俄国海军向法国地中海新铸造与建设公司(FCM)下达了巴扬号的订单。1899年2月，巴扬号开始动工兴建。1900年6月12日，建成下水。
1903年，服役不久的巴扬号由罗伯特·维伦上校擔任艦長，沿途访问了意大利、北非和希腊，并于同年4月返抵喀琅施塔得。巴扬号只在喀琅施塔得逗留了几个月，就在同年8月7日与同为法国建造的前無畏艦皇太子号一同启程前往旅顺。两舰于同年12月2日抵达目的地，并一同编入俄国太平洋舰队（后亦称“第一太平洋舰队”）。
1904年2月8-9日夜间，日本海军对旅顺港内的俄军舰艇发动了突然袭击，日俄战争爆发。日军最初用鱼雷艇对港内俄舰进行鱼雷攻击，但无甚成效；其中巴扬号在当晚的袭击中并没有受到损伤，在日本的夜袭舰队撤退后，巴扬号与防护巡洋舰阿斯科尔德号（或译阿斯科利德号）受命充当备航舰（锅炉不熄火，保持蒸汽压力，随时可出航）。9日早上06:00前后，日本联合舰队第一舰队第三战队司令出羽重远海军少将率舰接近旅顺港进行侦察，08:08抵近至距离旅顺口仅7000米处，其后退走，但港内俄军包括巴扬号在内并没有进行追击。
由于俄军对于出羽的诱敌行动不为所动，日军联合舰队司令长官东乡平八郎海军中将决定率领主力突入港内进行炮击。11:45日本舰队抵达旅顺口外约8500米。东乡误判了此前的鱼雷袭击的战果，下令其舰队用主炮轰击陆地设施，而只用副炮与俄舰交战，因此俄舰损失并不严重；其中第一战队的两艘战列舰富士、八島选择了巴扬号作为目标。第二战队跟随在第一战队后方，其中装甲巡洋舰常磐逐次转移目标，也向巴扬号进行了一番射击。12:15第三战队加入，其中高砂选择了巴扬号作为目标；不过阿斯科尔德号一度逼近第三战队，高砂短时间内转移目标到阿斯科尔德号身上，不久恢复对巴扬号的炮击。
在一轮交火后日舰退出港外。巴扬号受到9发炮弹的命中，并有一些飞溅的碎片造成损伤，但总体损伤轻微；乘员中6人阵亡、35人负伤。在战斗中巴扬号共发射28发203毫米炮弹、100发152毫米炮弹和160发75毫米炮弹。

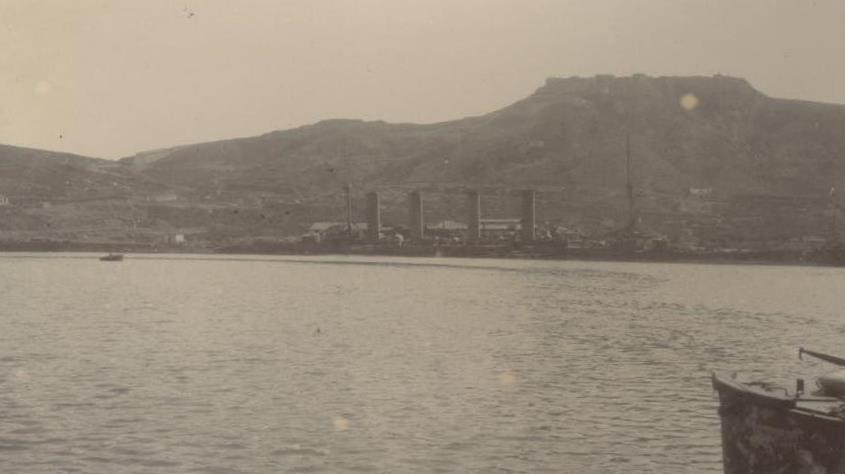
旅顺港内在锚泊地坐沉的巴扬号

俄国人只用了几天就完成了对巴扬号的修理，这艘巡洋舰随后出港进行巡逻。同年3月11日，巴扬号连同防护巡洋舰诺维克号一起出港驰援鱼雷艇警惕号（有时也称其为驱逐舰），但警惕号终究在日军多艘驱逐舰围攻之下瘫痪，而没能支撑到支援的到来。但巴扬号等舰的出现，也迫使日军放弃了捕获警惕号的行动。这艘鱼雷艇最终沉没，舰上只有数人由日军获救，其余全部战死。
同年4月13日午夜刚过，俄军鱼雷艇可怖号在港外巡逻时遭到日军驱逐舰围攻。可怖号的舰长见势不妙，立即驾船逃离，然而日军一发炮弹击中了可怖号的鱼雷管，可怖号当即发生了大爆炸。06:30巴扬号和防护巡洋舰狄安娜号奉命前来支援，但这次依旧是晚了一拍，只救起了可怖号的几名乘员，随即遭遇了日军同样赶来的淺間、常磐以及第三战队的4艘防护巡洋舰舰队，双方再度发生交火。俄军时任太平洋舰队司令斯捷潘·馬卡羅夫海军中将见状遂率领两艘战列舰、3艘巡洋舰出港支援巴扬号，并且同时下令要求旅顺港内的其余俄舰也尽快做好准备出港。而另一边，东乡接获俄军主力出动的报告，也把手上的6艘战列舰全部派了出去。马卡罗夫考虑到己方主力舰数量远少于对方，于是下令返航。然而在返航途中马卡罗夫的旗舰彼得罗巴甫洛夫斯克号触雷爆炸、又引发弹药库殉爆而沉没，在舰上的马卡罗夫阵亡。
同年6月23日，新任太平洋舰队司令威廉·维特捷夫特率领太平洋舰队旅顺分舰队出港，试图突破日军的封锁前往符拉迪沃斯托克（中文旧称海参崴），巴扬号和其他巡洋舰在队列的前头。但在当天07:10前后、即将日落时，俄军舰队遇到了日军舰队的拦截，维特捷夫特不愿意与拥有优势兵力的日军进行交战，只能下令返航。本次行动中双方没有进行交战。
同年6月26日，日本陆军已经占领了港外的高地，俄军组织旅顺港内的俄舰向日军阵地进行炮击。此后巴扬号等多次对日军进行炮击。
同年7月27日，港内俄军出动战列舰列特维赞号，巡洋舰巴扬号、帕拉达号等出港进抵大河湾对日军阵地炮击，日军派出春日、日進两舰进行围堵。俄舰发现日舰后即行撤回。然而在海港入口处，巴扬号右舷触雷，造成大约10米的破损伤口，包括两个煤舱在内多处进水，舰体右倾。这次触雷使得巴扬号用了不少时间进行修理，修理作业一直持续到同年9月。
同年8月10日，困守港内俄军舰队又一次突围，日俄双方舰队遭遇，黄海海战爆发；巴扬号则因伤缺席了这次战斗。是役维特捷夫特战死，旅顺分舰队的俄舰除了部分舰艇抵达中立国港口外，大部分又回到了旅顺港内。原巴扬号舰长维伦出任俄国第一太平洋舰队司令。此后巴扬号一直被困在旅顺港内。舰上部分水兵则被分派到俄军的地面守卫力量中去。
同年12月8日，占据高地的日军炮兵开始将主要目标转移到巴扬号上。当天从09:00到17:00，巴扬号遭到300余发各型炮弹（11英寸（280）榴弹炮弹以及6英寸（150）炮）的袭击，其中约有4-5发280毫米炮弹对巴扬号造成了重创；虽然没有炮弹直接击穿水下舰体，但造成了引擎舱起火，舰上乘员为了灭火而被迫向船舱内注水。到9日，已经瘫痪的巴扬号在港区系留处坐沉，舰上乘员全部撤离。12月20日夜，港内俄军对巴扬号进行了爆破。

### 日本海军服役期间

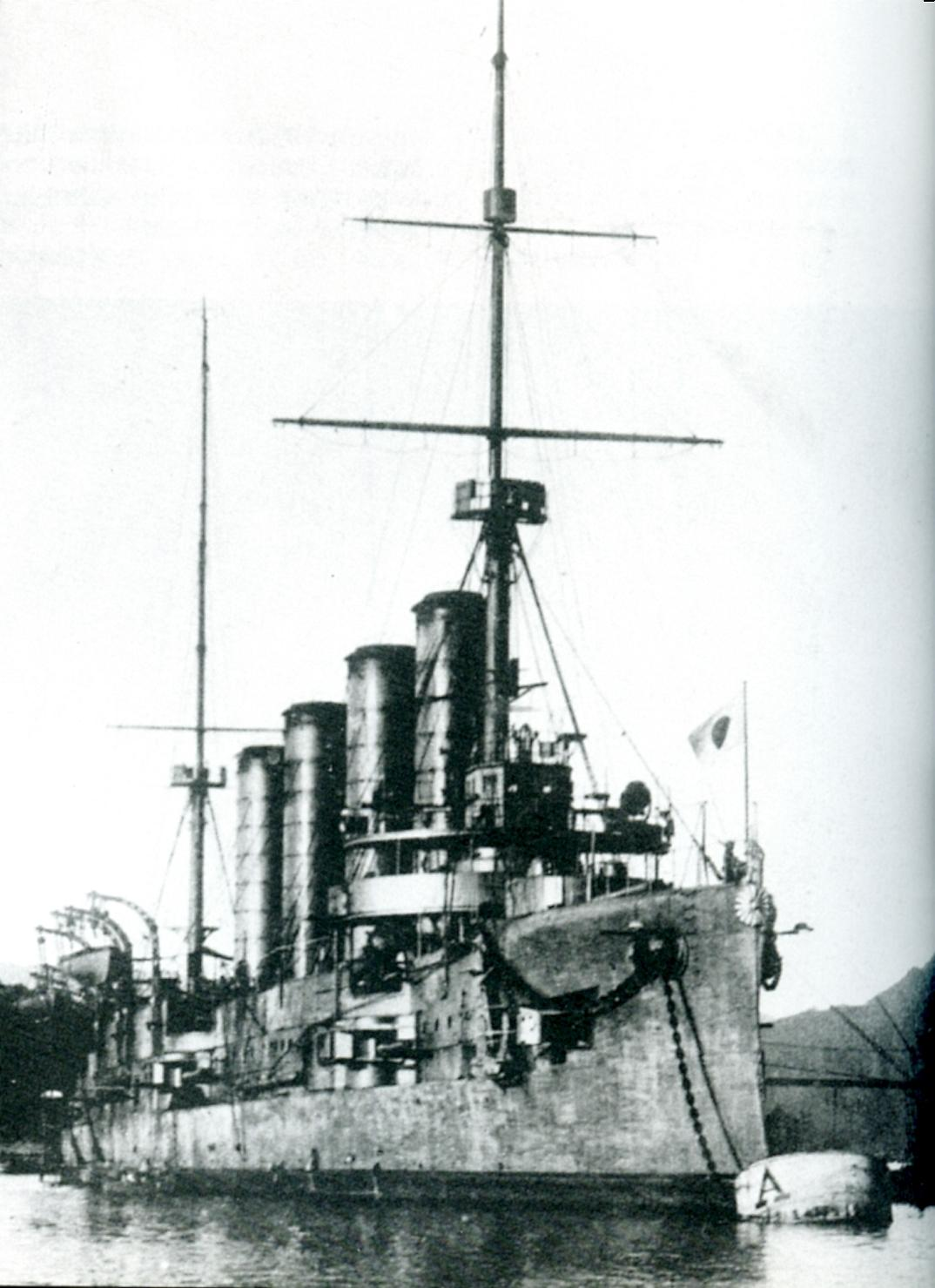
停泊在舞鹤的阿苏号，摄于1908年

1905年1月1日，旅顺港内的俄军向日军投降，但在即将陷落之时俄军对巴扬号进行了爆破，其后部主炮、以及后部右舷水线下都受到了破坏。占领了旅顺的日军设法利用港内被击沉的俄军舰艇。同年5月25日，日军开始着手巴扬号的浮起作业；同时这也是旅顺战役期间被击沉的俄军舰艇中第一艘开始打捞的舰只。同年6月24日，日军成功将巴扬号浮起。同年8月20日，日军用拖船将其拖曳至大连市进行临时修理。8月22日，日本方面将舰名“巴扬”改为“阿苏”并列籍于日本海军舰艇之中，隶属于舞鶴鎮守府。次日阿苏由战列舰鎮遠进行拖曳，在驱逐舰霞的护卫下，启程前往舞鹤市进行大修。8月27日，日本海军正式将阿苏定为一等巡洋舰。8月28日，3艘军舰抵达舞鹤港。伤痕累累的阿苏亟需进行大修，因此本舰缺席了在横滨湾举行的凯旋观舰式。
阿苏的大修一直持续到1908年7月。在此期间，舰上原有的锅炉替换成了宫原式水管锅炉。舰上的轻重武器也替换成了相同口径的日本国产武器；不过其20门75毫米炮则换成了16门3英寸（76毫米）炮。
1908年9月7日，日本方面将两艘战利舰（阿苏、宗谷（原俄国瓦良格号）两舰）编入训练舰队，给少尉候补生作远洋航行用。
1909年3月14日，阿苏、宗谷两舰展开了远洋航行训练，出访北美西海岸以及夏威夷等地，8月7日返抵横须贺。
1910年2月1日，两舰再度进行训练航行，目的地包括澳大利亚和东南亚。两舰于同年7月3日返回日本。9月25日，两舰移出训练舰行列。
1911年4月1日，两舰重新回归训练舰行列。同年11月25日，两舰又一次出发，路线与上一年的训练航行相同。
1912年3月28日，两舰结束了航行训练。同年4月20日，阿苏不再作为训练舰。
1913年3月，阿苏接受了新一轮改装。舰上的203毫米炮替换成了两门152毫米炮；鱼雷发射管也拆了下来。
1914年12月1日，阿苏、宗谷两舰再次获指定为训练舰。

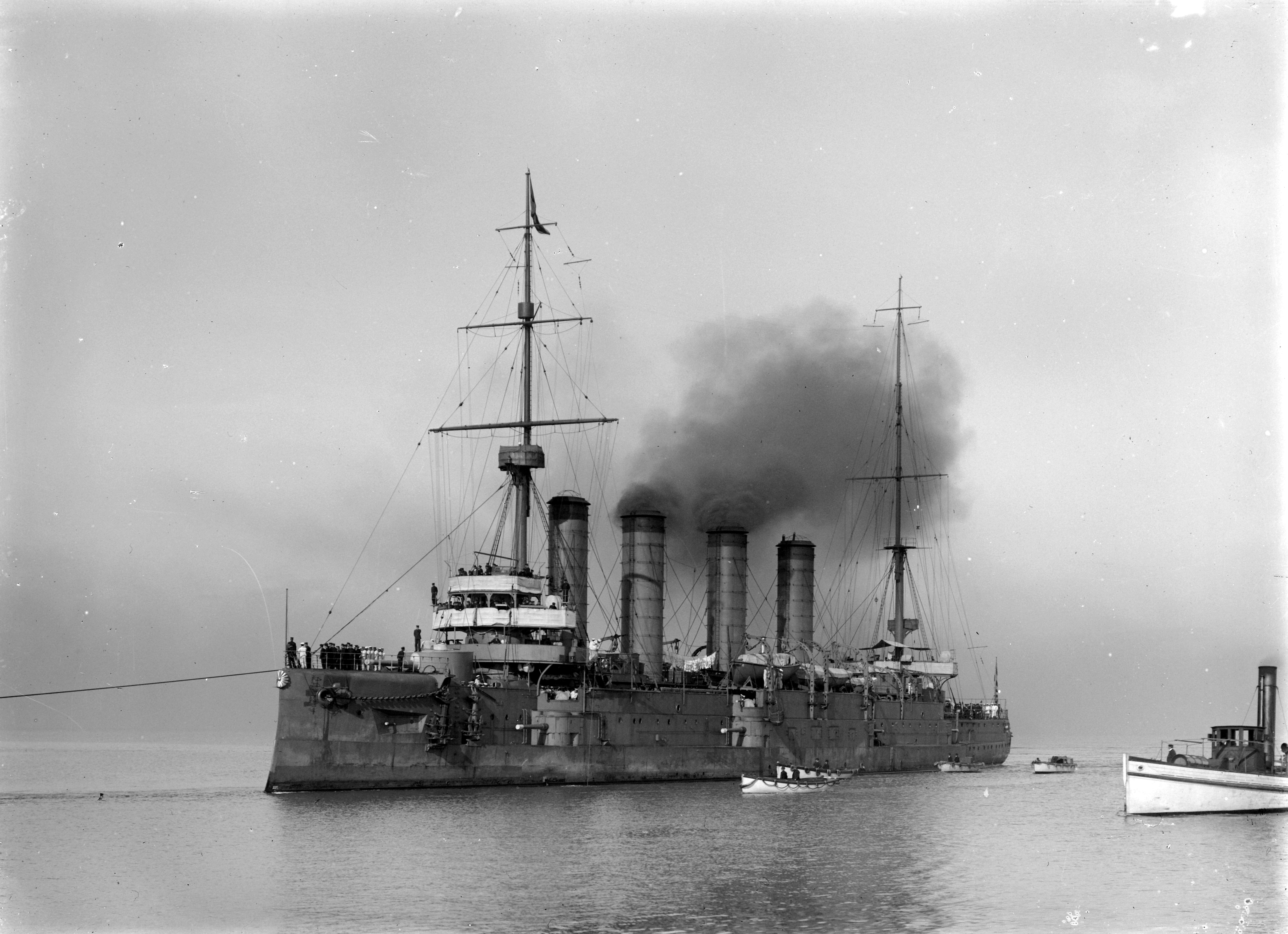
阿苏号，摄于1908-1920年间

1915年4月20日，两舰开始了其最后一次远洋训练航行，行经拉包爾、新畿內亞和澳大利亚弗里曼特爾。8月23日，两舰结束训练返回日本。
1917年，阿苏改装成为布雷舰，一次可以携带420颗水雷。
1920年4月1日，日本海军正式将阿苏的舰艇类别改为。
1922年，日本出兵西伯利亚干涉俄国革命，阿苏奉命在濱海邊疆州一带进行巡逻。
1931年4月1日，日本海军将已经相当老旧的阿苏从海军舰艇名录中除籍。阿苏改名为“第4号废舰”（廃艦第4号）。根据《伦敦海军条约》，日本方面着手建造新的布雷舰以代替老旧的阿苏和常磐，即日后的冲岛号。
除籍后的阿苏预定用作试验50倍径三年式200毫米炮以及潜艇用鱼雷的靶舰。1932年8月7日，之前一直系留在横须贺的第4号废舰（原阿苏）由重巡羽黑拖曳出港。8月8日，众多军舰云集于横须贺以及馆山地区。
当天09:00开始，各舰（金剛、妙高、那智以及潜艇部队）从馆山出动，而羽黑则拖曳着第4号废舰到达东京湾外。13:00，演习开始。第四战队第1小队（妙高、那智）进行了射击。第4号废舰在遭受了炮击和鱼雷攻击后渐渐沉没。

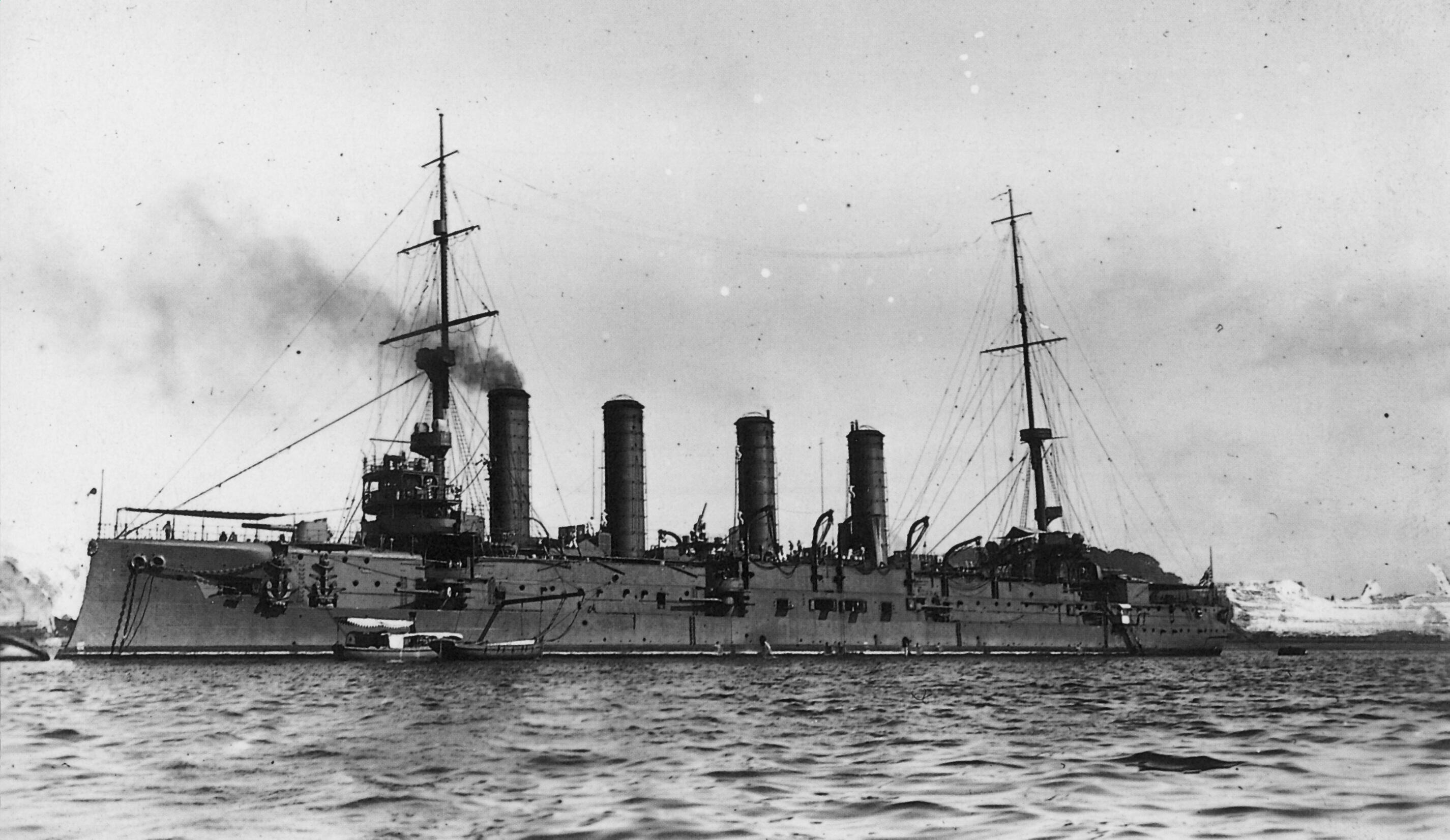
阿苏号，摄于1924年横须贺

## 历任舰长

### 俄国舰长
- 亚历山大·罗斯奇斯拉沃维奇·罗季诺夫 一等海军校官（海军上校）：1900年1月15日 - 1902年4月3日
- 罗伯特·尼古拉耶维奇·维伦（英语：Robert Viren） 一等海军校官（海军上校）：1902年4月3日 - 1904年8月15日
- 费奥多·尼古拉耶维奇·伊万诺夫 二等海军校官（海军中校）：1904年8月15日 - 1904年12月20日

### 日本舰长
下表系根据《日本海軍史》第9、10卷《将官履歴》，以及《官報》进行整理。
- 石井義太郎 海军大佐：1907年10月15日 - 1909年10月1日
- 佐藤鉄太郎 海军大佐：1909年10月1日 - 1910年9月26日
- （兼）笠間直 海军大佐：1910年12月1日 - 12月17日
- 中島市太郎 海军大佐：1911年4月1日 - 1912年5月22日
- （兼）广濑顺太郎 海军大佐：1912年9月27日 - 12月1日
- 榊原忠三郎 海军大佐：1912年12月1日 - 1913年12月1日
- 小山田仲之丞 海军大佐：1913年12月1日 - 1915年10月1日
- 有馬純位 海军大佐：1915年10月1日 - 12月13日
- 桑島省三 海军中佐：1915年12月13日 - 1916年12月1日
- 花房太郎 海军大佐：1916年12月1日 - 1917年12月1日
- 大見丙子郎 海军大佐：1917年12月1日 - 1918年6月1日[54]
- 中川寛 海军大佐：1918年6月1日[54] - 1918年11月10日[55]
- 井手元治 海军大佐：1918年11月10日 - 1919年11月20日
- 小泉親治 海军大佐：1919年11月20日 - 1920年11月20日
- 森本兔久身 海军大佐：1920年11月20日 - 1922年7月1日[56]
- 七田今朝一 海军大佐：1922年7月1日 - 11月10日
- 原道太 海军大佐：不詳 - 1923年7月20日[57]
- 德田伊之助 海军大佐：1923年7月20日 - 1924年5月7日
- 高桥三吉 海军大佐：1924年5月7日 - 11月10日
- 山口延一 海军大佐：1924年11月10日 - 1925年11月20日
- 畔柳三男三 海军大佐：1925年11月20日 - 1926年11月15日
- （兼）清宮善高 海军大佐：1926年12月1日[58] - 1927年1月10日[59]

## 同级舰
- 海军上将马卡罗夫号装甲巡洋舰 (1907年)（英语：Russian cruiser Admiral Makarov）
- 帕拉达号装甲巡洋舰 (1906年)（英语：Russian cruiser Pallada (1906)）
- 巴扬号装甲巡洋舰 (1907年)（英语：Russian cruiser Bayan (1907)），第二艘以“巴扬”为名的军舰